# سوني كورليوني
سانتينو كورليوني (بالإنجليزية: Sonny Corleone)‏ ( سوني ) شخصية خيالية ظهرت في رواية العراب لـماريو بوزو و التي تحولت إلى فيلم يحمل نفس الاسم للمخرج فرانسيس فورد كوبولا , أدى شخصية سوني كورليوني الممثل جيمس كان , سانتينو هو أكبر أبناء فيتو كورليوني زعيم أكبر عصابات المافيا ويعتبر الذراع اليمنى لوالده، ويعتبر سوني هو أكثر أبناء فيتو عصيبة وتهور، وتلك عصيبته هي السبب في نهايته المأساوية .

## قصته
في أحد مشاهد الفلاش باك في الجزء الثاني من الفيلم التي تعود إلى عام 1916 م، يظهر سوني طفل رضيع وهذا يدل على ان سوني ولد عام 1916 م، وكان سوني هو الذراع اليمنى لوالده فيتو، وهو من يحل محل والده في قيادة العائلة في حالة غيابه، وكان والده يعتمد عليه في كل صفقاته .

### الجزء الأول
تبدأ احداث الجزء الأول بفرح كوني كورليوني شقيقة سوني على كارلو اعز اصدقاءه، في هذا الوقت كان تاجر المخدرات الإيطالي فيرجيل سولوزو أراد ان يجعل فيتو كورليوني يعمل معه , , و كان سوني متحمس كثيرا للفكرة ولكن والده فيتو لم يوافق على العمل في تجارة المخدرات، وبعد عدة أسابيع قامت عائلة تاتليا بمساعدة سولوزو بمحاولة اغتيال فيتو كورليوني، ولكنه نجي منها وانتقل إلى المستشفى وأقسم سوني على قتل سولوزو، وبعد انتشار أخبار كثيرة عن تحسن صحة فيتو جن جنون سولوزو وأتفق مع الضابط الفيدرالي ماكلاكسي على وضع خطة لقتل فيتو وهو في المستشفى، ولكن ابن فيتو مايكل كورليوني كشف عن خطتهم الدنيئة أثناء زيارة والده للمشفى وإتصل بسوني وأخبره بما كان ينوي فعله سولوزو وماكلاكسي، وأرسل سوني حراسه الشخصيين لكي يحرسوا والده، وعندما فشلت خطة سولوزو خاف بشدة من انتقام أبناء فيتو كورليوني لذلك أراد أن يعقد صلح معهم ويبدأوا بداية جديدة، وأبدى سوني رغبته في الصلح ولكن بداخله ما زال يريد الانتقام لوالده، وأرسل شقيقه الأصغر مايكل إلى الاجتماع مع سولوزو وماكلاكسي لكي يعقدوا الصلح ولكن مايكل يقتلهم ويهرب إلى إيطاليا بمساعدة سوني، وفي هذه الأثناء كانت صحة فيتو في تدهور وسوني أصبح العراب مكانه، وبعد مشاجرة كبيرة بين كوني وزوجها و أصيبت كوني بإصابات بالغة جعلت سوني يعتدي على كارلو بالضرب محذرا إياه من تكرار ما فعله مع كوني، وهذا ما جعل كارلو يقرر التعاون مع عائلة بارزيني لقتل سوني، ووضعوا خطة على ان يعتدي كارلو على كوني بالضرب الشديد وهذا ما يجعلها تطلب النجدة من شقيقها سوني وبالطبع بسبب تهور سوني يذهب إليها بدون حراسة لإنقاذها من بطش زوجها، ووافق كارلو على تلك الخطة وقام بتنفيذها وقامت كوني بالإتصال بشقيقها لإنقاذها وفي طريق سوني إلى شقيقته اعتدى عليه أفراد عائلة بارزيني بالرصاص وتم مقتل سوني عام 1947 , و بعد مرور اعوام عندما أصبح شقيقه مايكل الأب الروحي قرر ان يقتل من تورط في مقتل سوني، ومنهم كارلو الذي أبدى ندمه الشديد لما فعله بسوني ولكن مايكل لم يشفع له وقام بقتله .

### الجزء الثاني
ظهر سوني في الجزء الثاني في مشهد فلاش باك عندما كان طفلا رضيعا وكان والداه يقومون بتدليله، وفي أخر الفيلم ظهر سوني أيضا في مشهد فلاش باك عام 1941 حيث العائلة كلها مجتمعة ويحتفلون بقدوم العام الجديد وظلوا يلهون ويضحكون حتى فاجأهم مايكل بقراره بالالتحاق بالجيش للاشتراك في الحرب العالمية الثانية، وهذا ما رفضه سوني .

### الجزء الثالث
لم يظهر سوني في الجزء الثالث، ولكن تم التنويه عنه في مشاهد عديدة، منها مشهد يجمع بين مايكل وفينيست ابن سوني حيث قال مايكل لفينيست : سوني كان والدك وكان أخي، كنا مختلفان في الطباع تماما، وكنا نتجادل ونتشاجر كثيرا، ولكني لم أشك ليوم واحد في حبه لي، كان يفعل المستحيل من أجل حمايتنا، ولكن عيبه ان أعصابه كانت دائما تتغلب على مشاعره، وانا لا أريدك ان تقع في هذا الخطأ , و في مشهد أخر قال مايكل لفينيست مقولة سوني الشهيرة : لا تدع أحد يعرف ماذا تفكر , و في مشهد فينست مع حبيبته ماري ابنة مايكل عندما طلبت منه ان يتحدث عن والده قال : انا لم أراه في حياتي ولكني سمعت عنه الكثير، كان أمير اللهو والضحك في المدينة كان رجل رائع